# WLゴア&アソシエイツ
W.L. Gore & Associates（日: 日本ゴア合同会社）はアメリカ合衆国に本社を持つメーカーである。フッ素樹脂の一種であるPTFEの延伸加工技術に強みを持ち、特にゴアテックス素材で知られる。世界各地に1万人以上の社員を抱える多国籍企業である。

## 事業
ファブリックス分野、メディカル分野、工業用製品分野、エレクトロニクス分野の4つのポートフォリオを持つ。具体的な製品分野は以下の通り。
- 一般消費者向け製品
- ケーブル & ケーブルアセンブリ
- エレクトロニクス＆エレクトロケミカル製品
- ファブリクス製品
- ファイバー製品
- フィルター製品
- メディカル製品
- ポンプ関連製品
- シーラント製品
- ベントフィルター製品
- モジュール製品
- オフィスオートメーション製品
- デシカント製品